# 711

711(칠백십일)은 710보다 크고 712보다 작은 자연수다.

## 수학
- 합성수로, 그 약수는 1, 3, 9, 79, 237, 711이다. 진약수의 합은 329이므로, 711은 부족수다.
- {\displaystyle 80^{2}-1}은 711로 나누어떨어진다.

## 과학
- NGC 711: 양자리 방향에 있는 렌즈형은하.

## 교통

### 철도
- 서울 지하철 7호선 수락산역의 역번호.

### 도로
- 고속도로
  - 유럽 고속도로 711호선: 프랑스 리옹에서 그르노블까지 이어지는 유럽 고속도로.
  - 오토루트 711호선(프랑스어판): 프랑스의 고속도로 오토루트 71호선(프랑스어판)의 지선도로. 클레르몽페랑에서 레마르트다르티에르(프랑스어판)까지 이어진다.
- 기타 도로
  - 711번 지방도: 전북특별자치도 김제시 부량면에서 익산시 용안면까지 이어지는 대한민국의 지방도.
  - 현도 제711호선

## 군사
- 711 해군 항공대(영어판): 과거 존재한 영국의 해군 항공대.
- K-711: 대한민국 국군의 군용 차량.
- U-711(영어판, 독일어판): 제2차 세계 대전에 사용된 나치 독일의 군용 잠수함.

## 방송
- AM 711kHz: KBS 제1라디오 소래 송신소의 주파수.

## 기타
- 날짜: 7월 11일
- 연도: 711년, 기원전 711년
- 편의점 세븐일레븐